# Iglesia de la Asunción de Nuestra Señora (Torrelodones)
La Iglesia de la Asunción de Nuestra Señora (Torrelodones) es un templo parroquial de confesión católica que está ubicada en el municipio español de Torrelodones, en la Comunidad Autónoma de Madrid. Se encuentra en el casco urbano del pueblo, localizada en la plaza de Epifanía Velasco, en la zona del extremo oeste del casco histórico. La datación histórica de su construcción no es exacta, pero se puede situar entre finales del siglo XVI e inicios del XVII. Este elemento histórico se halla incluido en el Catálogo de Bienes Protegidos de las Normas Subsidiarias Municipales, formando parte del patrimonio histórico de Torrelodones junto a otros como el Palacio del Canto del Pico o la Atalaya de Torrelodones.

## Descripción histórica
La fecha puntual de su construcción no se sabe con exactitud, pero hay varios indicios históricos que nos permiten datarla entre finales del siglo XVI e inicios del siglo XVII. De este modo, dado que Torrelodones se alzó durante 18 años como un lugar de tránsito en el que Felipe II se aposentaba en el conocido como Real Aposento de Torrelodones para descansar y después seguir su recorrido hacia San Lorenzo de El Escorial, comprendiendo el carácter devoto del monarca, sería paradójico que este no disfrutara de un lugar de culto en la zona o no dotara de una iglesia a los vecinos de la futura villa. Sin embargo, lo que sí se conoce con soltura es la existencia de la Capellanía a causa de la iglesia de la Asunción en 1687, así como la representación del campanario de la iglesia en 1668 por el dibujante del Príncipe Cosme III de Médici, Pier Maria Baldi. Además, mediante una breve del papa Pío IV fechada en el 6 de diciembre de 1563 se dispone la construcción de una iglesia en Torrelodones, por lo que es probable que la iglesia parroquial germinal fuese coetánea a Felipe II y su estructura más madura se irguiera ya en el siglo XVII.
La iglesia gozó además de un papel muy relevante al encontrarse entre sus paredes el Archivo de Torrelodones, como se registra en un documento de 1670 en el que se hace mención a un nicho de la pared que presenta una puertecilla con un candado pequeño. Este se encontraría en la actualidad en la pila de Agua Bendita de la iglesia, donde se puede apreciar en el lado derecho los restos de lo que fue un viejo anclaje de hierro.
A estas fechas debemos añadir la inscripción que se encuentra en un sillar lateral de la espadaña de la iglesia que fecha en 1640, de modo que se aprecia lo siguiente: «-AN C—S-D D FELIPE III ORA RESTAORE— ACABOSE A D 1640»; así como tres lápidas de granito encontradas durante la reforma de la iglesia que se realizó en 1983, perteneciendo una al cura don Manuel Lázaro y fechada en 1722, y siendo las otras dos anónimas, una de las cuales registra el año 1650.
La Iglesia de la Asunción de Nuestra Señora también cobró protagonismo durante dos guerras que asolaron a España. Por un lado, Espartero durante la primera guerra carlista se reunión con sus tropas en esta iglesia, desde donde posteriormente emprendería la marcha para continuar los enfrentamientos. Por otro lado, en el periodo de la guerra civil española la iglesia se convirtió en almacén de las armas y taller para recomponer los vehículos dañados en el periodo en el que el general Miaja empleó el Palacio del Canto del Pico como cuartel desde donde avistar el conflicto con la Batalla de Brunete de 1937.

### Cuadro cronológico
Para una mayor contextualización de los hechos históricos que rodean a la Iglesia de la Asunción de Nuestra Señora, el presente cuadro cronológico permite apreciar los acontecimientos y las fechas correspondientes en las que se enmarca la iglesia:
| Hecho                                                                        | Fecha     |
| ---------------------------------------------------------------------------- | --------- |
| Breve del papa Pío IV                                                        | 1563      |
| Inscripción en un sillar de la Iglesia                                       | 1640      |
| Lápida anónima de granito encontrada en la Iglesia                           | 1650      |
| Mención a la Iglesia como depósito de Archivo                                | 1670      |
| Dibujo de Pier Maria Baldi en el que aparece el campanario de la Iglesia     | 1668      |
| Mención a la Capellanía de la Iglesia                                        | 1687      |
| Lápida del cura don Manuel Lázaro de granito encontrada en la Iglesia        | 1722      |
| Mención a los bienes y propiedades que ostentaba la Capellanía de la Iglesia | 1792-1795 |
| Espartero se reunió con sus tropas en esta iglesia                           | 1837      |
| Iglesia incautada durante la Guerra Civil y usada como taller para vehículos | 1937      |

## Descripción arquitectónica
Es una estructura arquitectónica de una sola nave con planta basílica que presenta una capilla mayor con forma poligonal en la cabecera y una torre a los pies. La cubierta de la nave es a dos aguas. La puerta principal se encuentra a un lado de la estancia, apuntando hacia el sur, y su estructura es de medio punto adovelada, lo que refleja la arquitectura civil de la etapa gótica o los albores del renacimiento. En la fachada se aprecia un pórtico que sustentan dos columnas que se afirman sobre un basamento y acabadas con una zapata de madera que se halla sobre los capiteles, en las que también descansa la cornisa de madera. En todo el perímetro de una cornisa lisa es donde se aprecia el único ornato que decora todo el edificio. Unos ventanales cerrados con vidrieras modernas de baja calidad son las que horadan la cabecera de la iglesia. Por su parte, la torre, que presenta una planta cuadrada y se halla a los pies, ostenta la distintiva espadaña de la iglesia donde se encuentra la inscripción mencionada fechada en 1640, pudiéndose observar aquí el modo herreriano barroco. Esta se ve reforzada por un contrafuerte y en la parte superior se encuentran dos cavidades de medio punto donde se sitúan las campanas, rematando la estructura con un frontón triangular. El interior está cubierto por un artesanado de madera, ochavado en la zona de la cabecera y con doble tirantes que reposan sobre canecillos con hojas de acanto como ornamento. En el alto se encuentra el coro, en el área de los pies, que se apoya en dos columnas y se cierra con una balaustrada de madera. Además, la iglesia presenta un retablo churrigueresco, apreciado en su ornamentación, aunque su versión actual dista de la original debido a los traslados de este. También, se ha encontró en 1958 una talla barroca de la Virgen policromada que fue incautado durante la Guerra Civil y se recuperó en 1940, aproximadamente. En 1857 se iniciaron obras de reconstrucción de la iglesia, que se encontraba en muy malas condiciones, reformando el atrio, la cubierta, la espadaña y las fachadas. En 1983 se realizaron obras para restaurar la iglesia en las que se encontraron tres lápidas que hoy se aprecian en las paredes del atrio a modo de mural.